# بازو

موقع بازو في البرتغال.

بازو أو فيسيو هي مدينة وبلدية في المنطقة الوسطى بالبرتغال. تبلغ مساحة البلدية 507.1 كم2 وعدد سكانها 99,593 نسمة (تعداد عام 2011)، والمدينة وحدها 53,000 نسمة. كما أن منطقة بازو الحضرية الكبرى تعد واحدة من أكبر المناطق الحضرية في البرتغال بتعداد بلغ 354,162 نسمة. شهدت بازو نموًا اقتصاديًا ملموسًا خاصة في مجالات الاتصالات والصناعة والتجارة والتعليم.

## توأمة
لبازو اتفاقيات توأمة مع كل من:
- لوبلين [13]
- أريتسو [13]
- ثيوداد رودريجو
- هاسكوفو
- Marly-le-Roi [الإنجليزية]‏
- أوفييدو
- سانتا ماريا دا فييرا
- São Filipe, Cape Verde [الإنجليزية]‏
- مقاطعة كانتاغالو [13]
- ماتولا
- أفيرو

## معرض الصور

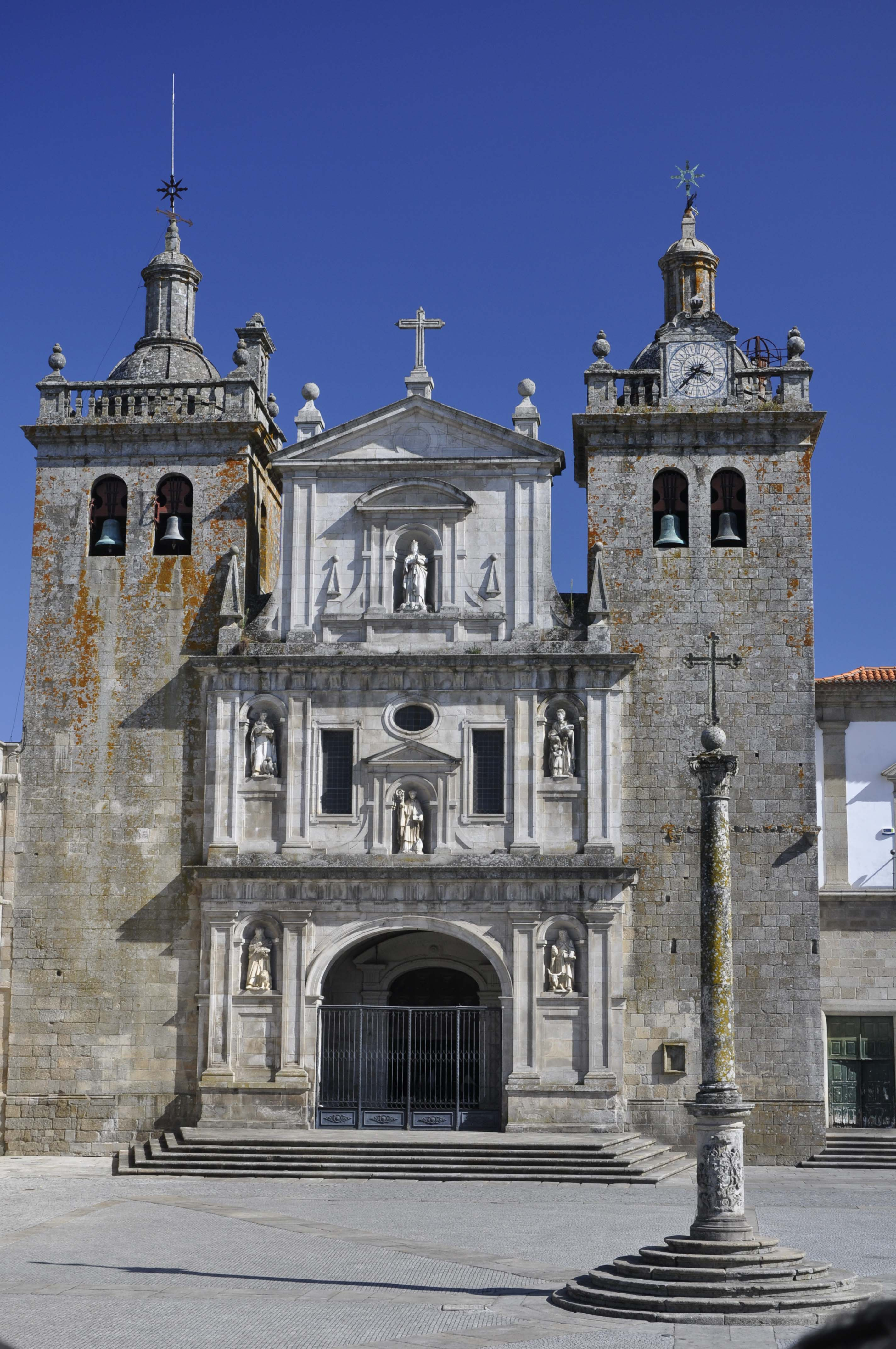
كاتدرائية بازو
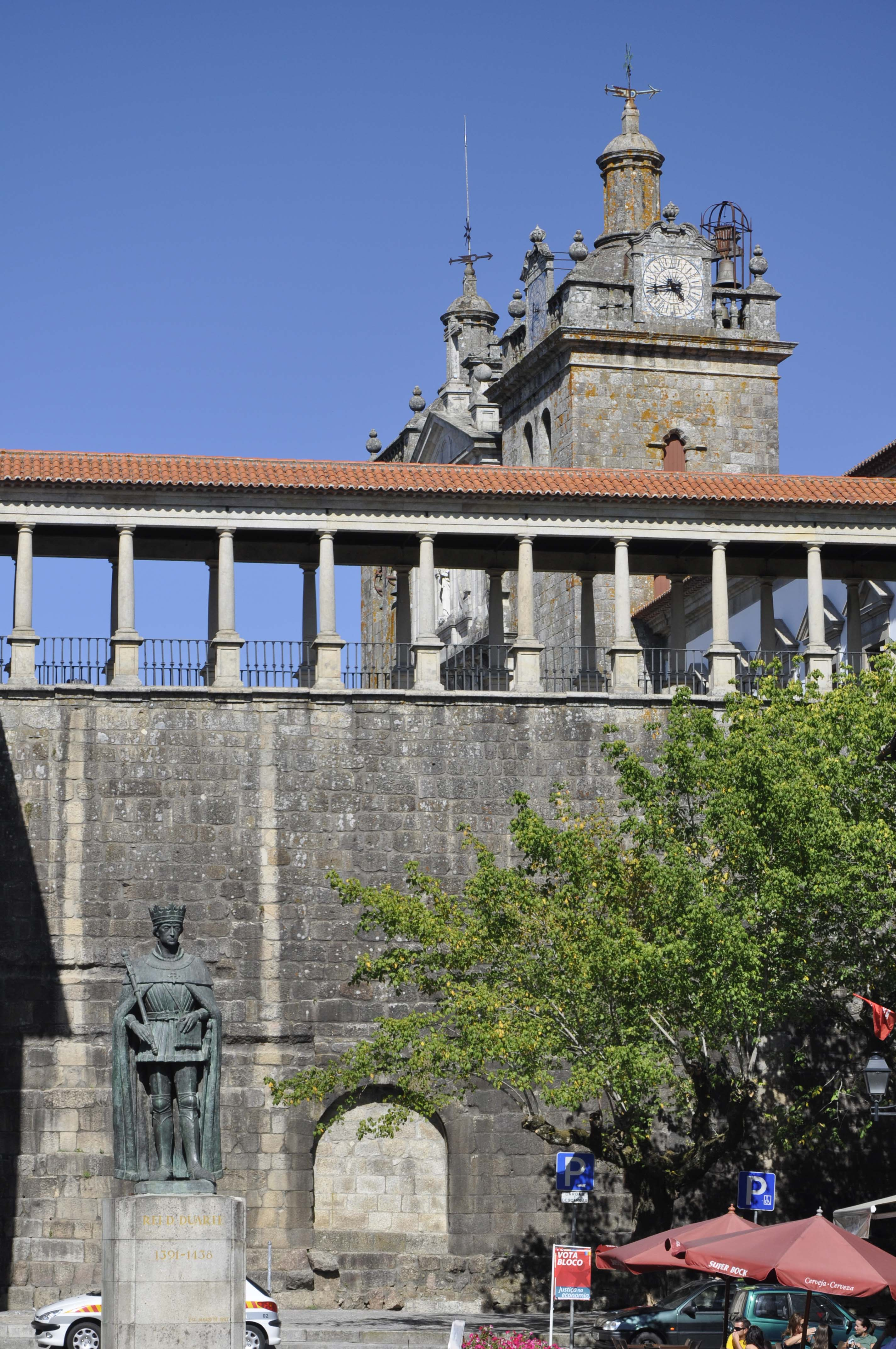
كاتدرائية بازو
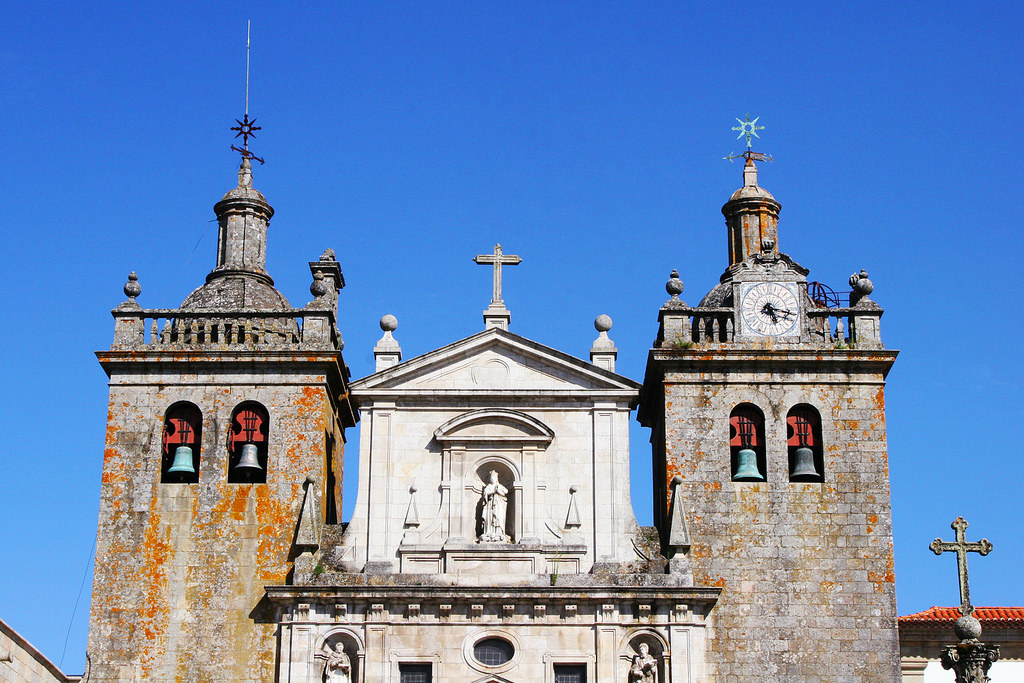
أبراج وواجهة الكاتدرائية
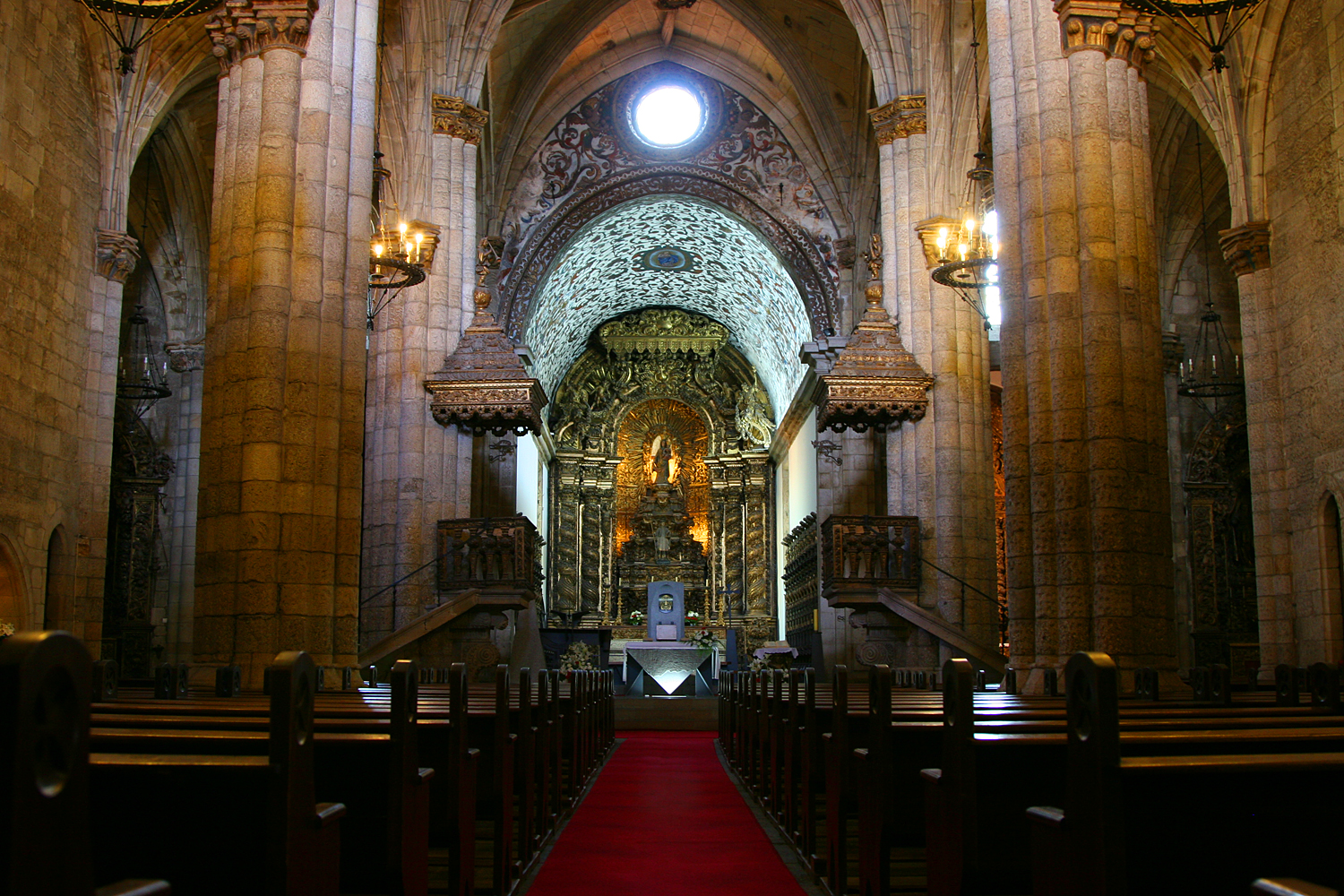
داخل الكاتدرائية
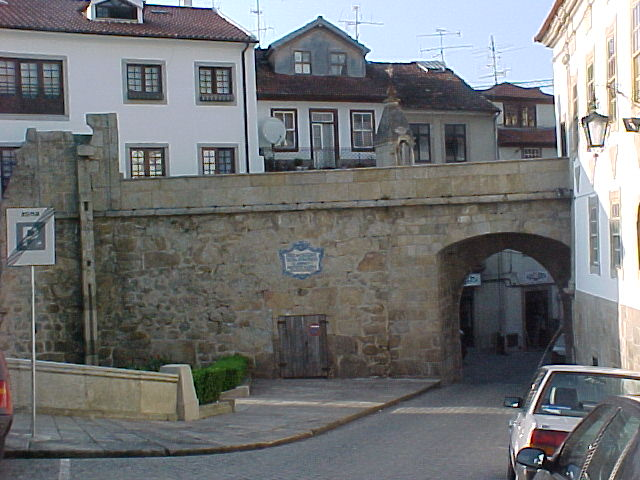
بقايا حائط المدينة.

## أعلام
- فيرناندو فيريرا
- جواو دي باروس
- ألفونسو الخامس ملك ليون
- مانويل دي ألميدا
- لذريق
- أنطونيو ألفيس مارتينز
- روي ميغيل رودريغوس
- فابيو مانويل ماتوس سانتوس

## وصلات خارجية
- Viseu City Government